# Afrikaanse kampioenschappen wielrennen 2018 – Individuele tijdrit mannen junioren
De zesde editie van de individuele tijdrit voor mannen junioren op de Afrikaanse kampioenschappen wielrennen werd gehouden op 15 februari 2018. De veertien deelnemende renners moesten een parcours van 18,6 kilometer in en rond Kigali afleggen. Aanvankelijk stonden er vijftien renners op de startlijst, maar de Namibiër Alex Miller startte op het laatste moment niet. De Eritreër Biniyam Ghirmay volgde de Algerijn Hamza Mansouri op als winnaar.

## Uitslag
| Plaats | Naam                      | Tijd    |
| ------ | ------------------------- | ------- |
| Goud   | Biniyam Ghirmay           | 26'39"  |
| Zilver | Yves Nkurunziza           | + 56"   |
| Brons  | Natan Medhanie            | + 1'10" |
| 4      | Adriano Azor              | + 1'42" |
| 5      | Jean Claude Nzafashwanayo | + 2'06" |
| 6      | Charl du Plooy            | + 2'24" |
| 7      | Treven Ramasawmy          | + 2'35" |
| 8      | Aïssa Nadji Lebsir        | + 2'39" |
| 9      | Saber Belmoukhtar         | + 3'44" |
| 10     | Denus Rupert Oredy        | + 4'23" |
| 11     | Amissi Moussa             | + 4'30" |
| 12     | Looick Tshiyana Kamena    | + 5'33" |
| 13     | Patent Ngendakumana       | + 7'04" |
| 14     | Filmon Mana Tekie         | + 7'36" |

 Aziatische kampioenschappen (tijdrit · wegwedstrijd) · 
 Afrikaanse kampioenschappen (tijdrit · wegwedstrijd) · 
 Oceanische kampioenschappen (tijdrit · wegwedstrijd) · 
 Gent-Wevelgem/Grote Prijs A. Noyelle-Ieper · 
 Le Pavé de Roubaix · 
 Vredeskoers · 
 Trophée Centre Morbihan · 
 Ronde van Vaud · 
 Trofeo Karlsberg · 
 Grote Prijs Général Patton · 
 Europese kampioenschappen (tijdrit · wegwedstrijd) · 
 Ronde van Abitibi